# Ковалёв, Феликс Николаевич
Фе́ликс Никола́евич Ковалёв (18 августа 1927, Калужская область — 7 февраля 2014, Москва) — советский, российский юрист и дипломат. Чрезвычайный и полномочный посол.

## Биография
Член ВКП(б). Окончил международно-правовой факультет МГИМО МИД СССР (1950). Кандидат юридических наук (1953).
- В 1953—1958 годах — сотрудник центрального аппарата МИД СССР.
- В 1958—1959 годах — сотрудник аппарата ЦК КПСС.
- В 1959—1963 годах — сотрудник центрального аппарата МИД СССР.
- В 1963—1966 годах — 1-й секретарь посольства СССР в Аргентине.
- В 1966—1967 годах — советник посольства СССР в Аргентине.
- В 1967—1971 годах — сотрудник Договорно-правового отдела МИД СССР.
- В 1970—1972 годах — член советской делегации по урегулированию спорных вопросов прохождения государственной границы с КНР.
- В 1971—1980 годах — заместитель заведующего Договорно-правового отдела МИД СССР.
- С 1 марта 1980 по 26 августа 1986 года — чрезвычайный и полномочный посол СССР в Эквадоре.
- В 1986—1991 годах — заведующий Историко-дипломатическим управлением МИД СССР.
- В 1992 году — посол по особым поручениям, руководитель государственной делегации России на переговорах с Грузией. Принимал участие в урегулировании грузино-абхазского конфликта.
- С 1996 года — руководитель междепартаментской рабочей группы МИД России по проблемам Каспийского моря.

## Награды
- Орден Дружбы народов.
- Орден «Знак Почёта».

## Семья
Был женат. Двое детей.